# Metazygia chenevo
Metazygia chenevo är en spindelart som beskrevs av Levi 1995. Metazygia chenevo ingår i släktet Metazygia och familjen hjulspindlar. Inga underarter finns listade i Catalogue of Life.